# Trophozoïte

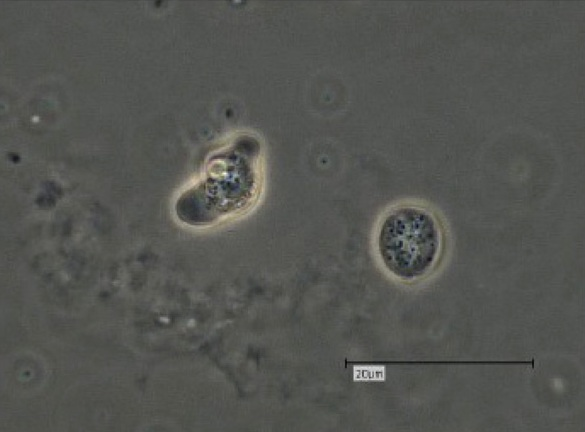
Trophozoïte au microscope

Un trophozoïte (du grec trophê, nourriture et zôon, animal) est l’étape d'alimentation active dans le cycle de vie des parasites protozoaires tel le Plasmodium responsable de la malaria (l'opposé de l'état de trophozoïte est la forme à parois épaisses du kyste).
Le trophozoïte subit la schizogonie (reproduction asexuée) et se développe en schizonte qui contient les mérozoïtes. Un autre type de développement et de dissémination est le kyste, que l'on retrouve notamment chez le Balantidium coli (balantidium du côlon) et les amibes de l'espèce Entamoeba histolytica (protozoaire rhizopode provoquant l'amibiase).
Les trophozoïtes se trouvent souvent dans les fluides et les tissus corporels de l'hôte et, dans de nombreux cas, ils sont la forme du protozoaire qui provoque la maladie chez l'hôte. Chez le protozoaire Entamoeba histolytica, il envahit la muqueuse intestinale de son hôte, provoquant une dysenterie, qui permet aux trophozoïtes de migrer vers le foie et à conduire à la production d'abcès hépatiques.